# Jelcz 272 MEX
Le Jelcz 272 MEX est un autobus urbain produit de 1963 à 1977 par le constructeur polonais Jelcz dans son usine implantée à Jelcz-Laskowice près d'Oława. Ce modèle est la version polonaise de l'autobus tchécoslovaque Škoda 706 RTO MTZ, fabriqué sous licence. En raison de sa forme, il a familièrement été surnommé "concombre".

## Histoire

### Le contexte historique
Dans les années d'après guerre, entre 1950 et 1960, la Pologne a connu une très forte migration de la population vers les villes. Cette forte augmentation de population dans les centres urbains a engendré une demande accrue en transports collectifs, attendu que la voiture était une chose rare et très chère, réservée aux membres du parti.
En raison de l'absence d'un fabricant polonais d'autobus disposant de modèles à grande capacité, et vu le contingentement des importations édicté par Moscou, en 1962, le constructeur Jelcz fut chargé de créer un nouveau modèle urbain dérivé de l'autocar Jelcz 043 construit depuis 1959 sous licence Skoda. Le prototype fut présenté peu après et le Jelcz 272 MEX a été mis en fabrication en début d'année 1963.

### L'autobus Jelcz 272 MEX
Comme cela était courant à l'époque, la structure était métallique, constituée de profilés soudés formant une cage rigide sur laquelle on venait riveter les parties tôlées. Les lignes générales de la carrosserie sont plutôt datées avec des formes très arrondies, reconnaissables de la mode des années 1950. La largeur utile intérieure est de 1.900 mm, suffisante pour loger une banquette de deux places et une rangée de sièges individuels séparés par un large couloir central, très classiquement. La capacité totale était de 81 places dont 28 assises. Le plancher en bois était recouvert d'un tapis en caoutchouc.
Ce véhicule fabriqué sous licence du constructeur tchécoslovaque est équipé d'un moteur diesel Skoda 706RT à injection directe 6 cylindres de 11.781 cm3 développant une puissance maximale de 117,6 kW / 160 ch DIN. La boîte de vitesses était manuelle à 5 rapports synchronisés. Le moteur était placé à l'avant du véhicule au-dessus de l'essieu avant. la suspension était à lames longitudinales complétées par deux amortisseurs hydrauliques. La direction était du type vis sans fin.
Le véhicule resta en fabrication jusqu'en 1977. La compagnie de transports urbains de Varsovie qui manquait de chauffeurs a inventé une version avec remorque en utilisant deux autobus accidentés et en les attelant via une barre d'attelage, comme une remorque de camion. 
À ce jour, quatre exemplaires du Jelcz 272 MEX sont conservés en Pologne. Deux appartiennent à des associations, un à la Société municipale à Lublin et l'autre à un collecteur privé.